# Lisandro Alzugaray
Lisandro Joel Alzugaray (ur. 17 kwietnia 1990 w Viale) – argentyński piłkarz występujący na pozycji skrzydłowego, od 2023 roku zawodnik ekwadorskiego LDU Quito.